# Stegea eripalis
Stegea eripalis là một loài bướm đêm trong họ Crambidae.